# Nashville Predators

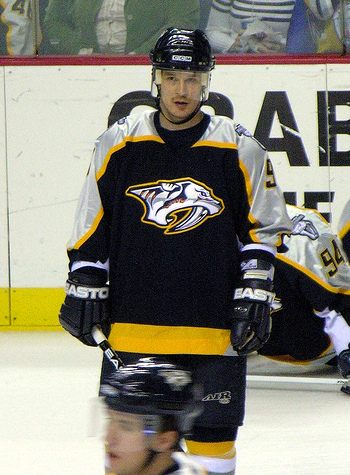
Paul Kariya in actie voor de Predators

De Nashville Predators is een ijshockeyclub en speelt in de National Hockey League. Ze zijn actief vanaf 1998 en spelen in Nashville (Tennessee) in het Bridgestone Arena.

## Geschiedenis
In 1971 vond er een grote archeologische ontdekking plaats in Nashville, Tennessee waarbij het fossiel van een sabeltandtijger werd gevonden. Ter ere van deze ontdekking ging het uitbreidingsteam van de National Hockey League in 1998 de Nashville Predators heten, met als logo diezelfde uitgestorven sabeltandtijger. De eerste jaren waren teleurstellend en pas in 2004 werden de Stanley Cupplay-offs gehaald, waarna ze in de eerste verloren van de als eerste geplaatste Detroit Red Wings. Na de staking in 2004/2005 werd ster Paul Kariya binnengehaald, waarna ze als vierde van het westen de play-offs haalden. Ook toen werd echter al in de eerste ronde verloren, ditmaal door de hand van de San Jose Sharks. Tot aan het seizoen 2014/2015 was Barry Trotz coach van de Predators. Na een teleurstellend seizoen werd er besloten Trotz te ontslaan, en Peter Laviolette aan te stellen. Laviolette verraste in zijn eerste seizoen, waarin de Predators lange tijd kanshebbers waren voor de Presidents Trophy. In de play-offs werden de Predators al in de eerste ronde uitgeschakeld, door de rivaal en latere Stanley Cup winnaars, de Chicago Blackhawks. In het seizoen 2016/2017 wordt voor het eerst de Stanley Cup Finals gehaald. Tegenstanders zijn de Pittsburgh Penguins.

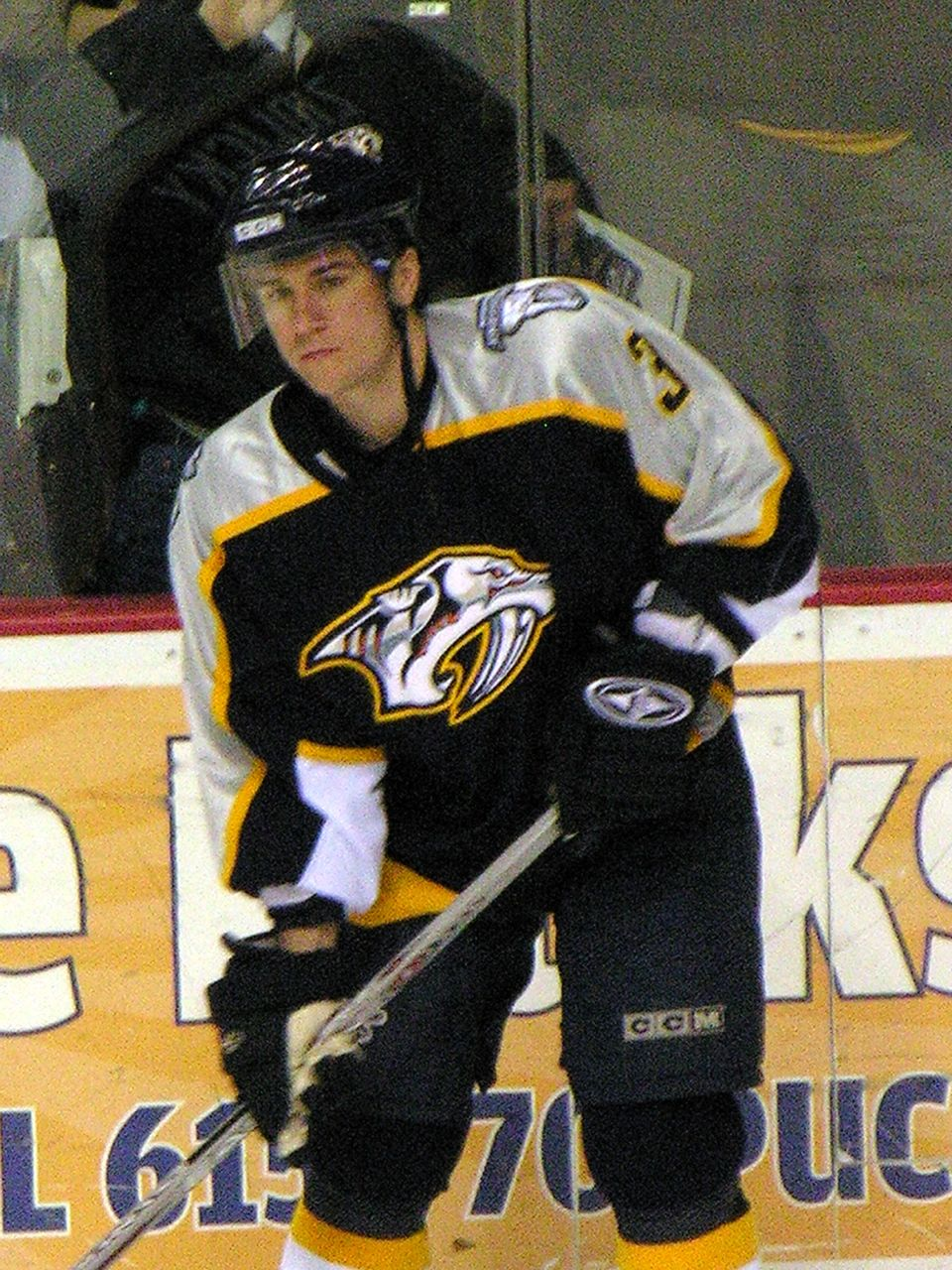
Marek Zidlicky in actie

## Prijzen
Geen

## Play-off optreden
- 2017 - Stanley Cup Finals (Pittsburgh Penguins}
- 2016 - Tweede ronde (San Jose Sharks)
- 2015 - Eerste ronde (Chicago Blackhawks)
- 2014 - play-offs niet gehaald
- 2013 - play-offs niet gehaald
- 2012 - Tweede ronde (Arizona Coyotes)
- 2011 - Tweede ronde (Vancouver Canucks)
- 2010 - Eerste ronde (Chicago Blackhawks)
- 2009 - play-offs niet gehaald
- 2008 - eerste ronde (Detroit Red Wings)
- 2007 - eerste ronde (San Jose Sharks)
- 2006 - eerste ronde (San Jose Sharks)
- 2004 - eerste ronde (Detroit Red Wings)
- 2003 - play-offs niet gehaald
- 2002 - play-offs niet gehaald
- 2001 - play-offs niet gehaald
- 2000 - play-offs niet gehaald
- 1999 - play-offs niet gehaald

## Spelers

### Huidige selectie
Bijgewerkt tot 16 oktober 2021 
| #  | Naam              | Nationaliteit    | Pos. |
| -- | ----------------- | ---------------- | ---- |
| 21 | Nick Cousins      | Canada           | C    |
| 95 | Matt Duchene      | Canada           | C    |
| 9  | Filip Forsberg    | Zweden           | LW   |
| 8  | Cody Glass        | Canada           | C    |
| 64 | Mikael Granlund   | Finland          | C    |
| 23 | Rocco Grimaldi    | Verenigde Staten | RW   |
| 84 | Tanner Jeannot    | Canada           | LW   |
| 92 | Ryan Johansen     | Canada           | C    |
| 11 | Luke Kunin        | Verenigde Staten | C    |
| 25 | Mathieu Olivier   | Verenigde Staten | RW   |
| 10 | Colton Sissons    | Canada           | C    |
| 28 | Eeli Tolvanen     | Finland          | RW   |
| 26 | Philip Tomasino   | Canada           | C    |
| 13 | Yakov Trenin      | Rusland          | C    |
| 5  | Matt Benning      | Canada           | D    |
| 90 | Mark Borowiecki   | Canada           | D    |
| 45 | Alexandre Carrier | Canada           | D    |
| 14 | Mattias Ekholm    | Zweden           | D    |
| 57 | Dante Fabbro      | Canada           | D    |
| 17 | Ben Harpur        | Canada           | D    |
| 59 | Roman Josi        | Zwitserland      | D    |
| 55 | Philippe Myers    | Canada           | D    |
| 33 | David Rittich     | Tsjechië         | GK   |
| 74 | Juuse Saros       | Finland          | GK   |

### Bekende (ex-) spelers
- Paul Kariya
- P.K. Subban
- Marek Zidlicky
- David Legwand
- Ryan Suter
- Martin Erat
- Shea Weber
- Pekka Rinne

### Teruggetrokken nummers
- 99 - Wayne Gretzky (verboden te dragen in de gehele NHL)